# Jürgen Hahn-Butry
Jürgen Hahn-Butry (* 7. Juli 1899 in Berlin; † 15. Februar 1976 in Hersel) war ein deutscher Journalist, Publizist und Schriftsteller mit einem Schwerpunkt im soldatischen Roman. Während des Nationalsozialismus war er ein führendes Mitglied der Autorenvereinigung „Mannschaft“. Am Zweiten Weltkrieg nahm er als Angehöriger der Propagandakompanie teil. In der Bundesrepublik Deutschland profilierte er sich mit antikommunistischer Propaganda und war als Publizist tätig.

## Leben
Der Sohn Diederich Hahns nahm ab 1917 als Freiwilliger am Ersten Weltkrieg teil und schloss sich nach Kriegsende dem Freikorps Lichtschlag an. Er arbeitete während der Weimarer Republik als Journalist und engagierte sich als Redner und Autor in der völkischen Bewegung. So arbeitete er an Theodor Fritschs Zeitschrift  Der Hammer – Blätter für deutschen Sinn mit. Ab 1929 nannte er sich Hahn-Butry. Ab 1931 schrieb er auch für die NS-Zeitung Der Angriff.
Während der NS-Zeit begründete Hahn-Butry die Autorenvereinigung „Mannschaft“. Diese Vereinigung ging aus einer Gruppe von Frontschriftstellern hervor, die sich 1934/35 regelmäßig in Berlin zum Erlebnisaustausch getroffen hatte. Was die Inhalte und einige Mitglieder der Gruppe anbelangte, stand die „Mannschaft“ in enger Verbindung zum Soldatischen Nationalismus. Hahn-Butry sorgte 1937 für die Angliederung der Gruppe an die Nationalsozialistische Kriegsopferversorgung (NSKOV). Von nun an wurden auch Schriftsteller aufgenommen, die zwar nicht an der Front gewesen waren, sich aber durch ihr Mitwirken in der NS-Bewegung auszeichneten. Hahn-Butry amtierte als Stellvertreter Otto Pausts, der zum Führer der „Mannschaft“ ernannt worden war, und gab Anthologien mit Texten der Mitglieder heraus.

Im Juni 1938 wurde der „Mannschaft“ das Schloss Buderose bei Guben als „Frontdichterheim“ unter der Schirmherrschaft Alfred Rosenbergs übergeben. Hahn-Butry bewohnte das Schloss 1938 für einige Monate mit seiner Frau, und im Jahre 1939 führte das Amt Rosenberg dort eine Tagung zum großen deutschen Philosophen Immanuel Kant durch. Mit Beginn des Zweiten Weltkrieges kamen zahlreiche Schriftsteller der „Mannschaft“ als Frontberichterstatter zum Einsatz. Hahn-Butry selbst war von 1939 bis 1945 Kriegsberichterstatter für das OKW. Als Angehöriger der Propagandakompanie berichtete er 1941 vom Balkanfeldzug mit der Panzergruppe 1 und 1942 vom Kaukasus. Den Einsatz mit der Panzergruppe 1 bzw. „Panzergruppe von Kleist“ (nach dem Oberbefehlshaber General Ewald von Kleist) schildern Hahn-Butry und Wilfred von Oven in dem gemeinsam verfassten Buch Panzer am Balkan. Erlebnisbuch der Panzergruppe von Kleist (1941). Das von Hahn-Butry gedichtete Lied am Ende des Werkes offenbart beispielhaft den Propaganda-Charakter des Buches: 
„Denn wer es wagt, mit England zu paktieren/Muß deutschen Schwertes ganze Härte spüren […] Uns trägt und treibt des Führers Geist/Wir sind die Panzergruppe Kleist.“ 
Ab 1943 war er in der Propagandaersatz- und Ausbildungsabteilung in Potsdam tätig.
Ende Juli 1945 Verschlug es ihn mit seiner Frau in die Wingst. Hier gründete seine Frau mit anderen Flüchtlingen die Wingster Waldwerkstätten und produzierten Holzschuhe und andere Gebrauchsgegenstände. Er selbst schreibt in dieser Zeit Balladen und Lyrik.
Nach 1945 war Hahn-Butry Mitbegründer des Volksbundes für Frieden und Freiheit (VFF) und von 1950 bis 1951 dessen Präsident. Im Mai 1951 wurde gegen Hahn-Butry als Vorsitzenden des VFF Strafanzeige erstattet. Grund war ein vom VFF verbreitetes Flugblatt, in dem Günther Gereke als „gefährlichster Agent Moskaus“ denunziert wurde. Gegen das Gerichtsurteil legte Hahn-Butry erfolgreich Revision ein: Das Verfahren wurde im August 1954 eingestellt. Für die Bundeszentrale für Heimatdienst verfasste er bis Anfang 1955 auf der Basis von Werkverträgen Leitartikel, die weite Verbreitung fanden. Er war seit 1957 Herausgeber der Zeitschriften Afrika-Bulletin, Afrika-Schnellbrief und der CDU-nahen Europäische Sicht. Von 1966 bis 1971 war er außerordentliches Mitglied des Altherrenbundes des Verein Deutscher Studenten zu Bonn.
Hahn-Butrys Pseudonym in damaliger Zeit lautete „Der deutsche Rufer“. Unter dem Pseudonym „D. Rufer“ veröffentlichte er nach dem Krieg eine Propagandabroschüre über den früheren Vorsitzenden der NPD, Adolf von Thadden. Sowohl diese Politiker-Biografie als auch Korrespondenzen zeigen, dass Hahn-Butry mit der NPD sympathisierte.
Um 1967 veröffentlichte Hahn-Butry das Buch Unbequeme Wahrheiten, in dem es „u. a. um die Gründe und Ursachen, die aus seiner Sicht zu den Wahlerfolgen der NPD in den letzten Jahren beigetragen hätten, sowie um das Verhältnis der Deutschen zu ihrem Land“ geht.
In der Sowjetischen Besatzungszone wurden die von Hahn-Butry herausgegebenen Werke Das Buch vom deutschen Unteroffizier (Franke, Berlin 1936), Die Mannschaft, Frontsoldaten erzählen vom Front-Alltag (4 Bände, Limpert, Berlin 1936–1938) und Preußisch-deutsche Feldmarschälle und Großadmirale (Safari, Berlin 1938) sowie die von ihm verfassten Schriften Der Soldat (Oehmigke, Berlin & Breslau 1937), General von Reyher (Franke, Berlin 1937), Hans Christians Heimkehr (Franke, Berlin 1938), Landsknecht – nein, Soldat! (Franke, Berlin 1939), Panzer am Balkan (mit Wilfred von Oven, Limpert, Berlin 1941) und Der flandrische Fähndrich (Janke, Leipzig 1944) auf die Liste der auszusondernden Literatur gesetzt. In der Deutschen Demokratischen Republik folgte auf diese Liste noch sein „Georgette, der Unteroffizier … und ich“ (Eher, München 1937).
Hahn-Butry war weniger dem Nationalsozialismus zuzurechnen – er war nie Mitglied der NSDAP –, sondern einem soldatischen Nationalismus, in dessen Mittelpunkt, ähnlich wie bei Ernst Jünger, die Idealisierung der Schützengrabengemeinschaft des Ersten Weltkrieges stand.

## Werke
- Erich Neumann, Jürgen Hahn-Butry: Gelb gegen Gelb. Ein phantastischer Roman. Moewig & Höffner, Berlin 1935
- Jürgen Hahn-Butry (Hrsg.): Das Buch vom deutschen Unteroffizier, P. Franke, Berlin 1936
- Jürgen Hahn-Butry: General von Reyher. Historischer Roman. Franke, Berlin 1937
- Jürgen Hahn-Butry (Hrsg.): Preußisch-deutsche Feldmarschälle und Großadmirale. Safari, Berlin 1937
- Jürgen Hahn-Butry: Der Soldat. Wie der neuzeitliche Soldat wurde und ist, Oehmigke, Berlin 1937
- Jürgen Hahn-Butry (Hrsg.): Die Mannschaft. Frontsoldaten erzählen vom Front-Alltag. 4 Bände, Wilhelm Limpert, Berlin o. J. (1936–1938)
- Wilfred von Oven & Jürgen Hahn-Butry: Panzer am Balkan. Erlebnisbuch der Panzergruppe Kleist, Limpert, Berlin 1941
- Jürgen Hahn-Butry: Der flandrische Fähndrich, Janke, Leipzig 1944
- Jürgen Hahn-Butry, Hans Joachim Köhler: Hannovers edles Warmblut, Siep, Hamburg 1949
- Arthur-Heinz Lehmann, Jürgen Hahn-Butry: Das Glück dieser Erde, Siep, Hamburg 1949
- Jürgen Hahn-Butry: Unbequeme Wahrheiten. Europäische Sicht, Hersel 1967